# 妹背牛車站
妹背牛車站（日语：／ Moseushi eki */?）是一由北海道旅客鐵道（JR北海道）所經營的鐵路車站，位於日本北海道雨龍郡妹背牛町，是JR北海道函館本線沿線的一個無人車站，屬於旭川支社的管轄範圍，由深川車站負責管理。

## 歴史
- 1898年（明治31年）7月16日：作爲北海道官設鉄道的車站開業。
- 1905年（明治38年）4月1日：移交国有鉄道。
- 1982年（昭和57年）11月15日：貨運服務廃止。
- 1984年（昭和59年）2月1日：行李服務廢止、無人化。
- 1987年（昭和62年）4月1日：国鉄分割民營化、由北海道旅客鉄道（JR北海道）継承。
- 1999年（平成11年）4月1日：簡易委托廢止。

## 車站構造
妹背牛車站站內設有一對對向式月台共兩條乘車線，中間以跨線天橋連結。
在1984年之前本站原本是使用設有辦公室的木造站房，駐站人員主要是負責貨運服務的收發工作。車站無人化之後進行了改建，成為今日只有候車室的簡易構造，並將售票業務簡易委託給車站前的商店，但已於1999年時停辦。

## 車站周邊
妹背牛町的主要市街位於車站北側約300公尺處，也是鄰近主要公車路線的匯集點。包括妹背牛町的行政中心（妹背牛町役場）與鄰近地區頗受歡迎的觀光點「Peperu溫泉」（妹背牛温泉ペペル）都聚集在這區域。

## 相鄰車站
北海道旅客鐵道（JR北海道）
■函館本線
江部乙（A22）－妹背牛（A23）－深川（A24）